# Стерие Чюмети (политик)
 Тази статия е за политика.  За инженера вижте Стерие Чюмети (инженер).  
Стерие Чюмети (на румънски: Sterie Ciumetti) е арумънски активист, секретар и касиер на Желязната гвардия (Легиона на Архангел Михаил).

## Биография
Стерие Чюмети е роден в арумънско (влашко) семейство в македонския град Бер, тогава в Османската империя, днес в Гърция. В 1926 година емигрира в Румъния.
В Румъния Чюмети развива активна дейност в полза на арумънските колонисти в Южна Добруджа. На 1 април 1914 г. румънското правителство приема „Закона за организиране на Нова Добруджа (Кадрилатер)“. На 22 април 1924 година са направени промени в този закон, като основната е, че лице с мирийски имот (мера) може да се превърне в абсолютен собственик само, ако даде една трета на държавата и запази като абсолютна собственост останалите две трети или чрез заплащане на една трета от максималната стойност на земята на румънската държава. Така Румъния се сдобива със земя за колонизация от арумъни.
На 30 юни 1930 година румънският парламент, вече под контрола на Националната селска партия (НСП), която се стреми да спечели подкрепата на българите в Добруджа, гласува отново да промени закона, които позволяват на българите да си върнат третината земя, предадена на държавата в резултат на предишния закон.
Тази промяна се възприема на нож от арумънските активисти и основна тяхна мишена става Константин Ангелеску, дееца на НСП предложил промяната, депутат от окръг Калиакра и държавен секретар в Министерството на вътрешните работи.
На 21 юли 1930 арумънинът Георге Беза прави неуспешен опит за покушение срещу Ангелеску. В резултат е арестуван лидерът на Легиона Корнелиу Кодряну. Йон Караника заедно с Константин Папаначе, Григоре Пиху, Стерие Чюмети, Георге Гичя, Стере Фикъта и Мамали подписват брошура, в която твърдят, че покушението е оправдано. Те също са арестувани и на 24 юли 1930 година на път към затвора Въкърещи се срещат с Кодряну и прекарват 40 дни в затвора с него. Всички се присъединяват към Желязната гвардия. Според Папаначе, Кодряну е впечатлен от поведението на седмината арумъни в затвора и казва:
| „ | Вашето нравствено здраве е от източника. В планините вие съхранявате всички съкровища на расата си. Някога и моят народ беше като вас. Днес той е изкривен в голяма степен. Бих искал да излекувам своя народ, да имам легионери като вас. | “ |

Самия Чюмети Кодряну характеризира като:
| „ | млад мъж с голяма честност и кучешка преданост | “ |

и го прави секретар и централен касиер на Легиона.
През юни 1933 г. участва в предизборната кампания за парламентарните избори в Трансилвания. Арестуван е в Аюд.
След забраната на Желязната гвардия от министър-председателя Йон Георге Дука на 10 декември 1933 г. Чюмети и други 40-50 легионери са арестувани и хвърлени в затвора в Жилава. Освободен е на сутринта на 29 декември и възобновява контактите си с криещите се лидери на Легиона. След убийството на министър-председателя от легионери на 30 декември, Чюмети отново е арестуван в къщата на брат му и измъчван от полицията, за да получи информация за това къде да се крие Корнелиу Кодряну.
Издържайки на мъченията без да разкрива информация, Чюмети е убит от полицейските комисари Йон Панова и Аурелиан Негреску на брега на езерото Фундени през нощта на 30 декември 1933 г. Тялото му е намерено на следващия ден на леда на езерото.
Чюмети се превръща в централна фигура на легионерската мартирология заедно с Йон Моца и Василе Марин.
Полицейските комисари Панова и Негреску, смятани за отговорни за смъртта му, са убити през 1940 г. по време на Националната легионерска държава от легионери. Панова е сред жертвите на Жилавското клане, а Негреску е убит пред дома си в Букурещ.